# محمدرضا عباسی (بازیکن فوتبال)
محمدرضا عباسی (زادهٔ ۰۶ مرداد ۱۳۷۵) بازیکن فوتبال اهل ایران است که در پست هافبک تهاجمی برای باشگاه فوتبال نساجی مازندران در لیگ برتر خلیج فارس بازی می‌کند.

## سوابق باشگاهی
فوتبال حرفه ایی خو را از باشگاه فوتبال ذوب‌آهن اصفهان آغاز و به مدت شش فصل در این تیم بازی کرد و بیش از ۸۴ بازی برای این تیم انجام داد در سال ۲۰۲۰ با قرار دادی به مدت دو فصل به باشگاه فوتبال فولاد خوزستان پیوست و برای این تیم ۴۵ بازی انجام داد درسال ۲۰۲۲ به باشگاه فوتبال تراکتورسازی تبریز پیوست و برای این تیم هم ۱۶ بازی انجام داد و در سال ۲۰۲۳ به باشگاه فوتبال نساجی مازندران پیوست و حاضر در لیگ قهرمانان آسیا هم تیمی با باشگاه الهلال عربستان با داشتن ستاره‌های بزرگی مانند نیمار بازی انجام دادن و همچنین در اولین بازی گروهی خود در لیگ قهرمانان آسیا یک گل به ثبت رسانده‌است.

## افتخارات
- لیگ برتر
- نایب قهرمانی در لیگ برتر ۹۷–۱۳۹۶ به همراه تیم ذوب‌آهن اصفهان
- جام حذفی
- قهرمانی در جام حذفی ۹۴–۱۳۹۳ به همراه تیم ذوب‌آهن اصفهان
- قهرمانی در جام حذفی ۹۵–۱۳۹۴ به همراه تیم ذوب‌آهن اصفهان
- سوپر جام
- قهرمانی در سوپر جام ۱۳۹۵ به همراه تیم ذوب‌آهن اصفهان